# Nature Communications
Nature Communications é uma revista científica revisada por pares e de acesso aberto, publicado pela Nature Portfolio [en] desde 2010. É uma revista multidisciplinar que abrange as ciências naturais, incluindo física, química, ciências da terra, medicina e biologia, possuindo escritórios editoriais em Londres, Berlim, Nova Iorque e Xangai.
A editora-chefe fundadora foi Lesley Anson, seguida por Joerg Heber, Magdalena Skipper e Elisa De Ranieri. A partir de 2022, os editores são Nathalie Le Bot [en] para ciências da saúde e clínicas, Stephane Larochelle para ciências biológicas, Enda Bergin para química e biotecnologia, e Prabhjot Saini para física e ciências da terra. A partir de outubro de 2014, a revista passou a aceitar apenas submissões de autores dispostos a pagar uma taxa de  processamento de artigo. Até o final de 2015, parte das submissões publicadas estava disponível apenas para assinantes. Em janeiro de 2016, todo o conteúdo passou a ser acessível gratuitamente.
A partir de 2017, a revista oferece um serviço de depósito para os autores de pré-impressões de artigos "sob consideração" como parte do processo de submissão.

## Resumo e indexação
A revista é resumida e indexada em:
- Science Citation Index Expanded[7]
- Conteúdos Atuais [en]/Agricultura, Biologia & Ciências Ambientais[7]
- Conteúdos Atuais/Ciências da vida[7]
- Conteúdos Atuais/Ciências Físicas, Químicas e da Terra[7]
- O Registro Zoológico[7]
- BIOSIS Previews [en][7]
- Serviço de Resumos Químicos[8]
- Index Medicus/MEDLINE/PubMed[9]
- Scopus (base de dados bibliográfica)[10]

De acordo com o Journal Citation Reports, a revista teve um fator de impacto de 14,7 em 2023.

## Subrevistas
Em 2017, foi anunciada a criação de três "subrevistas" sob a marca Communications: Communications Biology [en], Communications Chemistry [en] e Communications Physics [en]. Nos anos seguintes, várias outras revistas Communications foram estabelecidas: Communications Materials [en] em 2020, |Communications Earth & Environment [en] em 2020, Communications Medicine em 2021, Communications Engineering em 2022 e Communications Psychology em 2022.
Essas revistas de acesso aberto oferecem uma taxa de publicação menor do que a Nature Communications, refletindo seus escopos mais especializados. Manuscritos rejeitados por revistas do Nature Publishing Group podem optar por transferir o manuscrito junto com os relatórios dos revisores para as revistas com a marca Communications por meio de um serviço automatizado de transferência. Alternativamente, os autores podem optar por solicitar uma nova revisão.